# Президент Румынии
Президент Румынии (рум. Preşedintele României) — глава государства Румыния.
Выборная должность учреждена в Социалистической Республике Румыния в 1974 году. Первым президентом Румынии стал Николае Чаушеску.
Президент Румынии представляет румынское государство и является гарантом национальной независимости, единства и территориальной целостности страны. Является гарантом Конституции, перед которым присягает Правительство. Избирается всеобщим, равным, прямым, тайным и свободно выраженным голосованием сроком на пять лет. Не может выдвигаться на третий срок, однако его действующий срок может продлеваться в условиях чрезвычайного или военного положения в государстве. Избранный президент приносит торжественную присягу (форма присяга идентична присяге Правительства) перед совместным собранием обеих палат Парламента, предваряя этим официальное вступление в должность. Президент обязан быть беспартийным. Он также обладает иммунитетом неприкосновенности, положенным ему по рангу.
Полномочия президента:
- предлагает кандидатуру для осуществления функции премьер-министра и назначает правительство;
- отзывает и назначает отдельных членов правительства (по предложению премьер-министра);
- консультируется с Правительством по срочным и особо важным проблемам;
- принимает участие и председательствует в заседаниях правительства, затрагивающих темы стратегического порядка;
- обращается к парламенту с ежегодными посланиями о главных политических проблемах нации (в случае военного положения созывается специальная сессия);
- распускает парламент после второго вотума недоверия при формировании правительства;
- объявляет о референдуме;
- заключает от имени Румынии международные договоры (с контрассигнованием премьер-министра);
- аккредитует и отзывает дипломатических представителей Румынии, одобряет установление, упразднение или изменение ранга дипломатических представительств (с контрассигнованием премьер-министра);
- получает верительные грамоты от аккредитованных дипломатических представителей зарубежных государств;
- является главнокомандующим Вооруженными силами и возглавляет Высший совет национальной обороны;
- объявляет мобилизацию вооружённых сил (с контрассигнованием премьер-министра);
- вводит чрезвычайное и военное положение (с контрассигнованием премьер-министра);
- производит награждение и присваивает почётные звания (с контрассигнованием премьер-министра);
- присваивает звания маршала, генерала и адмирала (с контрассигнованием премьер-министра);
- осуществляет назначения на высшие воинские должности и на государственные должности в порядке, установленном законом;
- осуществляет индивидуальное помилование;
- издаёт декреты.

Президент Румынии может быть отрешён от занимаемой должности путём выдвижения обвинения, исходящего от парламента и поддержанного Верховным судом правосудия. Также должность президента может остаться вакантной в случае добровольной отставки или смерти. В этом случае временное исполнение обязанностей президента возлагается на председателя — либо Сената, либо Палаты депутатов. Временно исполняющий обязанности президента не имеет права выступать с посланиями, председательствовать на заседаниях правительства и объявлять референдумы.
Резиденцией президента является дворец Котрочени.

## Список Президентов
| №                                               | Имя                                | Портрет      | Начало полномочий | Окончание полномочий | Период правления             | Политическая партия          |
| ----------------------------------------------- | ---------------------------------- | ------------ | ----------------- | -------------------- | ---------------------------- | ---------------------------- |
| Социалистическая Республика Румыния (1965—1989) |                                    |              |                   |                      |                              |                              |
| 1                                               | Николае Чаушеску (1918—1989)       |              | 28 марта 1974     | 22 декабря 1989      | 15 лет 8 месяца 24 дня       | Коммунистическая партия      |
| Румыния (с 1989)                                |                                    |              |                   |                      |                              |                              |
| и. о.                                           | Ион Илиеску (1930—2025)            |              | 22 декабря 1989   | 20 июня 1990         | 5 месяца 29 дня              | Фронт национального спасения |
| 2                                               | Ион Илиеску (1930—2025)            | 20 июня 1990 | 29 ноября 1996    | 6 лет 5 месяца 9 дня | Фронт национального спасения |                              |
| 3                                               | Эмиль Константинеску (р. 1939)     |              | 29 ноября 1996    | 20 декабря 2000      | 4 года 21 день               | ХДНЦП                        |
| 4                                               | Ион Илиеску (2-й срок) (1930—2025) |              | 20 декабря 2000   | 20 декабря 2004      | 4 года                       | Социал-демократическая       |
| 5                                               | Траян Бэсеску (р. 1951)            |              | 20 декабря 2004   | 20 апреля 2007       | 2 года 4 месяца              | Демократическая либеральная  |
| и. о.                                           | Николае Вэкэрою (р. 1943)          |              | 20 апреля 2007    | 23 мая 2007          | 33 дня                       | Социал-демократическая       |
| (5)                                             | Траян Бэсеску (р. 1951)            |              | 23 мая 2007       | 6 июля 2012          | 5 лет 1 месяц 13 дня         | Демократическая либеральная  |
| и. о.                                           | Крин Антонеску (р. 1959)           |              | 6 июля 2012       | 21 августа 2012      | 46 дня                       | Социал-либеральный союз      |
| (5)                                             | Траян Бэсеску (р. 1951)            |              | 21 августа 2012   | 21 декабря 2014      | 2 года 4 месяца              | Демократическая либеральная  |
| 6                                               | Клаус Вернер Йоханнис (р. 1959)    |              | 21 декабря 2014   | 12 февраля 2025      | 10 лет, 1 месяц и 21 день    | Национальная либеральная     |
| и. о.                                           | Илие Боложан (р. 1969)             |              | 12 февраля 2025   | 26 мая 2025          | 5 месяцев 24 дня             | Национальная либеральная     |
| 7                                               | Никушор Дан (р. 1969)              |              | 26 мая 2025       | действующий          | 2 месяца 10 дней             | Независимый                  |